# 国际干预公海油污事故公约
国际干预公海油污事故公约（英語：International Convention Relating to Intervention on the High Seas in Cases of Oil Pollution Casualties），简称公海干预公约或干预公约（英語：Intervention 1969），是1969年国际海事组织（时称政府间海事咨询组织）制订的国际公约。公约在比利时布鲁塞尔通过，于1975年5月6日生效，保存人是国际海事组织秘书长。

## 背景
缔约国意识到有必要保护其国民利益，使其免于遭受海上事故引起的海上和海岸油污危险的严重后果，议定公约条款。

## 内容
公约（第1条）规定缔约国在发生海上事故后，如有理由预计会造成较大有害后果，就可在公海上采取必要措施，以防止、减轻或消除油污危险。公约附件还列明了调解、仲裁的规定。